# Jour du drapeau national (Azerbaïdjan)
Le jour du drapeau de la République d’Azerbaïdjan est une fête nationale en Azerbaïdjan.

## Histoire
Le 17 novembre 2009, le président Ilham Aliyev a signé une ordonnance relative à la mise en place de la Journée du Drapeau national de la République d'Azerbaïdjan. Le 4 décembre 2009, le Milli Medjlis a proclamé le 9 novembre comme la Journée du Drapeau national.